# Anbrassen
Anbrassen ist ein Begriff aus der Seemannssprache. Er bezeichnet beim Segeln mit Rahsegeln, die Rah stärker in Längsrichtung des Schiffes auszurichten, um höher am Wind zu segeln („anluven“). Das wird durch das Anziehen und Befestigen der leewärtigen Brasse der Rah (und auch der Schot des Segels) erreicht. Das Gegenteil von Anbrassen ist das Abbrassen oder Wegbrassen.